# Leptogomphus intermedius
Leptogomphus intermedius – gatunek ważki z rodziny gadziogłówkowatych (Gomphidae).